# Saison 2000-2001 du Racing Club de Lens
Chronologie
Saison précédente Saison suivante
La saison 2000-2001 du Racing Club de Lens, dixième consécutive du club en première division, a vu l'équipe artésienne se classer quatorzième en championnat, son plus mauvais classement depuis la remontée au premier niveau national en 1991-1992.
Le club lensois commence la saison avec un nouvel entraîneur, Rolland Courbis. En raison des mauvais résultats, celui-ci est remplacé en cours de saison par Georges Tournay. Le RC Lens se classe finalement quatorzième et est huitième de finaliste de la Coupe de la Ligue. Au niveau européen, l'équipe lensoise perd au troisième tour de la Coupe Intertoto.

## Avant-saison

### Transferts
Plusieurs joueurs arrivent au club au début de la saison. El-Hadji Diouf, Franck Dumas, Antoine Sibierski, Mickaël Debève, de retour de prêt, et Guillaume Bouisset arrivent en provenance de clubs français, Radek Bejbl, Esteban Fuertes et Nenad Grozdić de clubs étrangers. De son côté, Rolland Courbis arrive au poste d'entraîneur avec un contrat d'un an,.
Du côté des départs, Alex Nyarko, Olivier Dacourt, Joseph-Désiré Job et Youl Mawéné quittent le RC Lens pour des clubs anglais, Stéphane Collet signe en Espagne et Pascal Nouma en Turquie. Olivier Bogaczyk, Christophe Marichez et Aboubacar Sankharé s'engagent dans des clubs français. Bruno Rodriguez, Yoann Lachor, Xavier Méride, Ernest Etchi et Ludovic Delporte font l'objet de prêts,.
Au mercato hivernal, Sébastien Chabbert et Valérien Ismaël font l'objet de prêts. Pour remplacer Chabbert, Sébastien Hamel, libre, s'engage au RC Lens,.

### Préparation d'avant-saison
Avant la Coupe Intertoto qui commence pour le Racing Club de Lens le 15 juillet, le club dispute trois matchs amicaux. Le premier se déroule le 1er juillet contre le Stade rennais à Saint-Malo et se solde par une victoire rennaise deux buts à un. De retour en Nord-Pas-de-Calais, Lens domine ensuite quatre buts à un l'ES Wasquehal à Armentières six jours plus tard. Lens conclut sa préparation par une victoire à Clairefontaine deux buts à zéro contre Nancy.

## Compétitions

### Coupe Intertoto
La Coupe Intertoto met aux prises chaque année sous forme de matchs aller-retour à élimination directe des équipes issues de l'ensemble des pays membres de l'UEFA selon une répartition effectuée à chaque tour par tirage au sort. Le Racing Club de Lens s'est qualifié pour l'édition 2000 grâce à sa cinquième place en championnat la saison précédente.
Le tirage au sort amène Lens à recevoir au troisième tour le VfB Stuttgart, qui a éliminé au tour précédent Neuchâtel Xamax en juillet 2000, avant un match retour en Allemagne. Au terme des deux confrontations, le score est de 2-2, Lens est éliminé en raison du but à l'extérieur inscrit par Stuttgart.

### Championnat
La saison de championnat de division 1 2000-2001 a lieu du 28 juillet 2000 au 19 mai 2001. C'est la 63e édition du championnat de France de football et elle oppose 18 clubs au cours de 34 rencontres. C'est la 48e participation du Racing Club de Lens à cette compétition, cette saison étant la 10e consécutive. Les deux premiers du championnat sont qualifiés pour la phase de groupe de la Ligue des Champions la saison suivante, le troisième passera par le 3e tour préliminaire, le quatrième  et le cinquième joueront la Coupe de l'UEFA et les quatre suivants la Coupe Intertoto.

#### Déroulement de la saison
Le championnat commence pour le Racing Club de Lens par un déplacement au stade de la Beaujoire de Nantes pour y affronter le FC Nantes. Le match se solde par une victoire lensoise deux buts à zéro et le RC Lens figure alors parmi les équipes de tête du championnat. La quatrième journée voit Lens battre Toulouse. Cette journée est l'occasion pour le nouveau capitaine lensois, Éric Sikora, de devenir le joueur ayant disputé le plus de rencontres de première division avec Lens (378), succédant à Bernard Placzek,. Le RC Lens est en tête du championnat jusqu'à la sixième journée avant de rétrograder. À mi-saison, le RC Lens est neuvième du classement, place conservée en fin d'année.
Rétrogradant à nouveau au classement en 2001, l'entraîneur, Rolland Courbis, est démis de ses fonctions au lendemain de la 26e journée qui se solde par une défaite lensoise un but à zéro sur le terrain du RC Strasbourg, alors dernier du championnat. Le RC Lens est alors treizième du championnat et joue donc le maintien. Le remplaçant de Courbis est un de ses adjoints, Georges Tournay. Sous sa houlette, le RC Lens obtient son maintien, terminant quatorzième en fin de saison,.

#### Classement final et statistiques
Le Racing Club de Lens termine le championnat à la quatorzième place avec 9 victoires, 13 matchs nuls et 12 défaites. Lens présente la treizième attaque avec 37 buts et la sixième meilleure défense avec 39 buts encaissés. Le Racing Club de Lens, quatorzième équipe à domicile avec 26 points, est dixième à l'extérieur avec 14 points. Enfin, l'affluence moyenne dans le Stade Bollaert a été de 39 520 spectateurs ce qui en fait la 3e meilleure moyenne derrière celles de l'Olympique de Marseille (50 755) et du Paris Saint-Germain (42 717).

### Coupe de France
Le RC Lens entre en lice en Coupe de France au niveau des trente-deuxièmes de finale, comme pour tous les clubs de première division. Les Lensois affrontent à domicile l'ESTAC, également membre de la première division. Les Lensois sont éliminés dès leur entrée en lice, pour la deuxième année consécutive, cette fois à l'issue des tirs au but après un score de deux buts partout au terme du temps réglementaire et des prolongations.

### Coupe de la Ligue
La Coupe de la Ligue 2000-2001 a lieu du 1er novembre 2000 au 5 mai 2001. Tenant du titre, le Racing Club de Lens commence la Coupe de la Ligue en seizièmes de finale, comme les autres clubs de division 1, les équipes d'un niveau inférieur passant par un tour supplémentaire.
Le tirage au sort des seizièmes de finale a amené Lens à recevoir le Nîmes Olympique, membre de la deuxième division, le 7 janvier 2001, au stade Félix-Bollaert. Les Lensois ouvrent le score en première mi-temps par El-Hadji Diouf sur penalty. Dans les dix dernières minutes du match, les Sang et Or inscrivent trois autres buts par Éric Sikora, Daniel Moreira et Lamine Sakho, ce dernier sur penalty. Au tour suivant, le RC Lens reçoit à nouveau, cette fois un adversaire de première division, l'Olympique lyonnais. En première mi-temps, les deux équipes se neutralisent, Fuertes égalisant pour Lens une minute après le but lyonnais d'Edmílson. En deuxième mi-temps, Lyon prend l'avantage et remporte le match grâce à deux buts de Pierre Laigle et Steve Marlet. Lens est donc éliminé d'une compétition que remporte l'Olympique lyonnais en mai.

## Joueurs et encadrement technique

### Effectif professionnel
Le tableau ci-dessous reprend l'effectif lensois pour la saison 2000-2001

## Éléments économiques
Comme la saison précédente, le principal sponsor maillot du club est Ola, une marque de téléphonie mobile de France Télécom. L'équipementier du club est la marque Umbro.

## Affluences
Affluence du Racing Club de Lens à domicile, lors de la saison 2000-2001
La rencontre de coupe Intertoto opposant le Racing Club de Lens au VfB Stuttgart se déroule au Stadium nord de Villeneuve-d'Ascq, tous les autres ont lieu au stade Bollaert de Lens.

## Équipe réserve
L'équipe réserve du RC Lens sert de tremplin vers le groupe professionnel pour les jeunes du centre de formation mais permet également à certains joueurs non alignés avec l'équipe professionnelle d'avoir du temps de jeu. L'équipe réserve est également utilisée fréquemment par des professionnels en phase de reprise à la suite d'une blessure.
Pour la saison 2000-2001, l'équipe réserve du RC Lens évolue dans le groupe A du championnat de France amateur, la quatrième division de football en France. Après une sixième place obtenue l'année précédente, l'équipe réserve du RC Lens termine cette saison à la troisième place, juste devant la réserve du club de Lille.